# Asaphestera
Asaphestera — вимерлий рід чотириногих, описаний на основі скам'янілостей з кам'яновугільного періоду місцевості Джоггінс у Новій Шотландії, Канада. Спочатку він був описаний як невизначений лепоспондил, а згодом класифікований як мікрозавр у родині Tuditanidae. Дослідження, опубліковане в травні 2020 року, показало, що зразки, віднесені до Asaphestera, представляють кілька неспоріднених видів. Оригінальна назва виду Asaphestera platyris, дана Стіном (1934), була збережена для черепа, який був переоцінений як найдавніший відомий синапсид.
Типовим видом Asaphestera є Asaphestera platyris, названа Steen (1934) на основі трьох черепів. Керролл і Гаскілл (1978) зазначили, що Доусон (1894) один із черепів коротко назвав видом «Hylerpeton» intermedium, хоча він більше не вважається пов’язаним із родом Hylerpeton. Відповідно до назви виду Доусона вони перейменували Asaphestera platyris в Asaphestera intermedia.
Манн та ін. (2020) переоцінили передбачуваних мікрозаврів Джоггінса та знайшли кілька незвичайних результатів. Один із черепів, якому Стін присвоїв назву Asaphestera platyris, виявився дійсним таксоном, але замість мікрозавра це був найдавніший відомий синапсид, можливо, еотирідид. Інтермедіум Доусона "Hylerpeton" був визначений як невизначений тетрапод і nomen dubium. Додатковий матеріал Asaphestera був названий як новий рід мікрозаврів Steenerpeton.